# 諾托登
諾托登是挪威南部泰勒马克郡的市镇，距離首都奧斯陸120公里，面積983.89平方公里，2023年人口数量为13,025人，人口密度為每平方公里14.3人。

## 外部連結
- 官方网站  （挪威文）
- Notodden（页面存档备份，存于） on Flickr
- 1908 in Notodden: Of course the workers must have houses（页面存档备份，存于）, from Norsk Hydro